# Anthomyia amoena
Anthomyia amoena är en tvåvingeart som först beskrevs av Macquart 1851.  Anthomyia amoena ingår i släktet Anthomyia och familjen blomsterflugor. Inga underarter finns listade i Catalogue of Life.